# 布朗克斯
布朗克斯（英語：The Bronx，/brɒŋks/），又譯勃朗市、布朗士，為美國紐約市五個行政區之中最北的一個，與紐約州下五個郡之一的布朗克斯郡（Bronx County）邊界線相同，後者是纽约州62个县之一。
布朗克斯區擁有最多公園用地，紐約洋基隊的主場位於此。居民主要以非洲和拉丁美洲後裔居民為主，是紐約有名的貧民區，犯罪率在全國乃屬前列。1970至1980年代時布朗克斯區住宅區常發生縱火案，直到1990年代初紐約市政府大力打擊後才有所改善。自2000年起，随着纽约市犯罪率下降，布朗克斯的犯罪率也降至了多年以来的低点。
布朗克斯的社区也是差异巨大。即有貧民窟，也有中产阶级以及富人社区。布朗克斯南部是巨大的貧民窟，主要都是以政府楼构成。不过近年来，该地区有许多发展，包括新洋基球场。中产阶级的社区有Riverdale, Fieldston, Spuyten Duyvil, Schuylerville, Pelham Bay, Pelham Gardens, Morris Park, and Country Club。
| 紐約的五個行政區概觀     |          |                   |           |           |
| 轄區                     | 轄區     | 人口              | 陸地面積  | 陸地面積  |
| 行政區                   | 县       | 2012年 7月1日估計 | 平方 英里 | 平方 公里 |
| 曼哈頓                   | 紐約     | 1,619,090         | 23        | 59        |
| 布朗克斯                 | 布朗克斯 | 1,408,473         | 42        | 109       |
| 布鲁克林                 | 國王     | 2,565,635         | 71        | 183       |
| 皇后區                   | 皇后     | 2,272,771         | 109       | 283       |
| 史泰登岛                 | 里士满   | 470,728           | 58        | 151       |
| 紐約市                   | 紐約市   | 8,336,697         | 303       | 786       |
| 紐約州                   | 紐約州   | 19,570,261        | 47,214    | 122,284   |
| 資料來源：美国人口调查局 |          |                   |           |           |

## 歷史
在19世紀末布朗克斯區已是紐約市的一個市郊，主要是以農業為主，提供農產品供應予紐約市。隨著紐約市之擴張及建制，紐約地鐵連接布朗克斯區到曼哈頓區，布朗克斯區人口乃急速上升，由1900年的200,000人增加至1930年的1,300,000人。
早年布朗克斯區居民主要以白人移民為主，整體經濟能力較為豐裕。但自二次大戰後，由於地區老化，原來的白人遷出，而搬入來者又以非洲裔和拉丁裔美國人為主。至1970年代，布朗克斯區已變成一個高失業率的貧民區，以犯罪率嚴重著稱。
至2000年，布朗克斯區大約有1,200,000人口。在2010年人口调查中，布朗克斯有接近1,500,000人口。大多数人口为拉丁美裔54%，其次是黑人30%，白人11%，亚洲裔3%，2%其他种族或者混血儿。大多数人口会说至少两种语言，会说西班牙语人口达到了60万人，其他语言包括意大利语，法语，荷兰语，希伯来语，其他欧洲语言，以及各种非洲语言。会说華語的只有0.5%（6610人）。
自2000年以来，纽约市政府大力整治，该区有大幅的改善。在2017年，纽约市政府和州政府宣布准备投资18亿美元将拆拆除谢里丹高速公路（Sheridan Expressway），将其改建成一条可步行的大道，重建布朗克斯。预计这将带动当地就业，改善社区，拉动经济。

## 教育
布朗克斯境內的各級公共學校，是由紐約市教育局負責管理。
纽约公共图书馆（NYPL）也在布朗克斯設有分館。
布朗克斯科学高中、西莉亞·克魯茲·布朗克斯音樂高中、莫里斯高中等都坐落于布朗克斯。
自2000年起，大约62%人口有高中学历。
大学
- 福坦莫大学（Fordham University）主校区
- 利曼学院（Lehman College）
- 曼哈顿学院（Manhattan College）
- 布朗克斯社区大学（Bronx Community College）
- 慈善大学（Mercy College）
- 爱因斯坦医学院（Albert Einstein College of Medicine）
- 纽约州立海事学院（SUNY Maritime College）
- 圣文森特学院（College of Mount Saint Vincent）

## 交通

### 道路
- 第三大道橋：連接曼哈頓
- 公園大道橋
- 百老匯橋
- 布朗克斯白石大橋：連接皇后區
- 窄頸大橋

### 鐵路
- IRT百老匯－第七大道線
- IRT代里大道線IRT代里大道線
- IRT杰罗姆大道线IRT傑羅姆大道線
- IRT佩尔湾公园线IRT佩勒姆線
- IND汇集线IND匯集線
- 另外有三条北方火车线路（metro north railroad）会从布朗克斯经过，这三条线分别是hudson line, harlem line, new heaven line。这些线路的慢车都能到达布朗克斯。在布朗克斯停靠最多的火车线路是哈莱姆线（Harlem Line）的慢车。

## 圖片

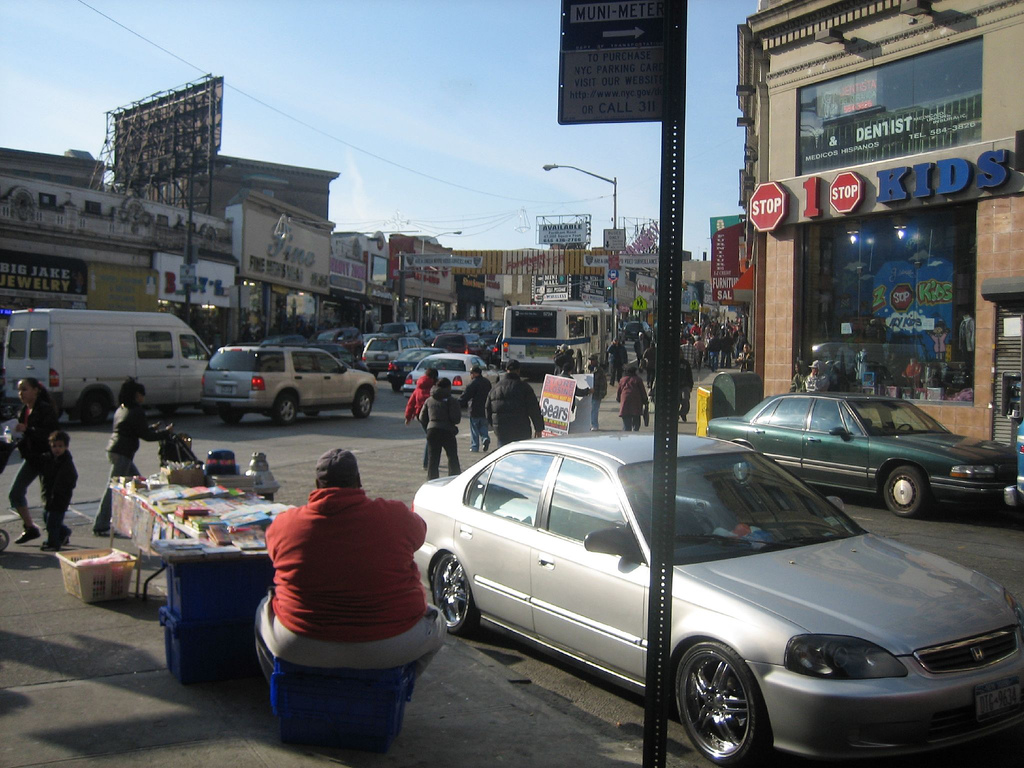
布朗克斯區主街
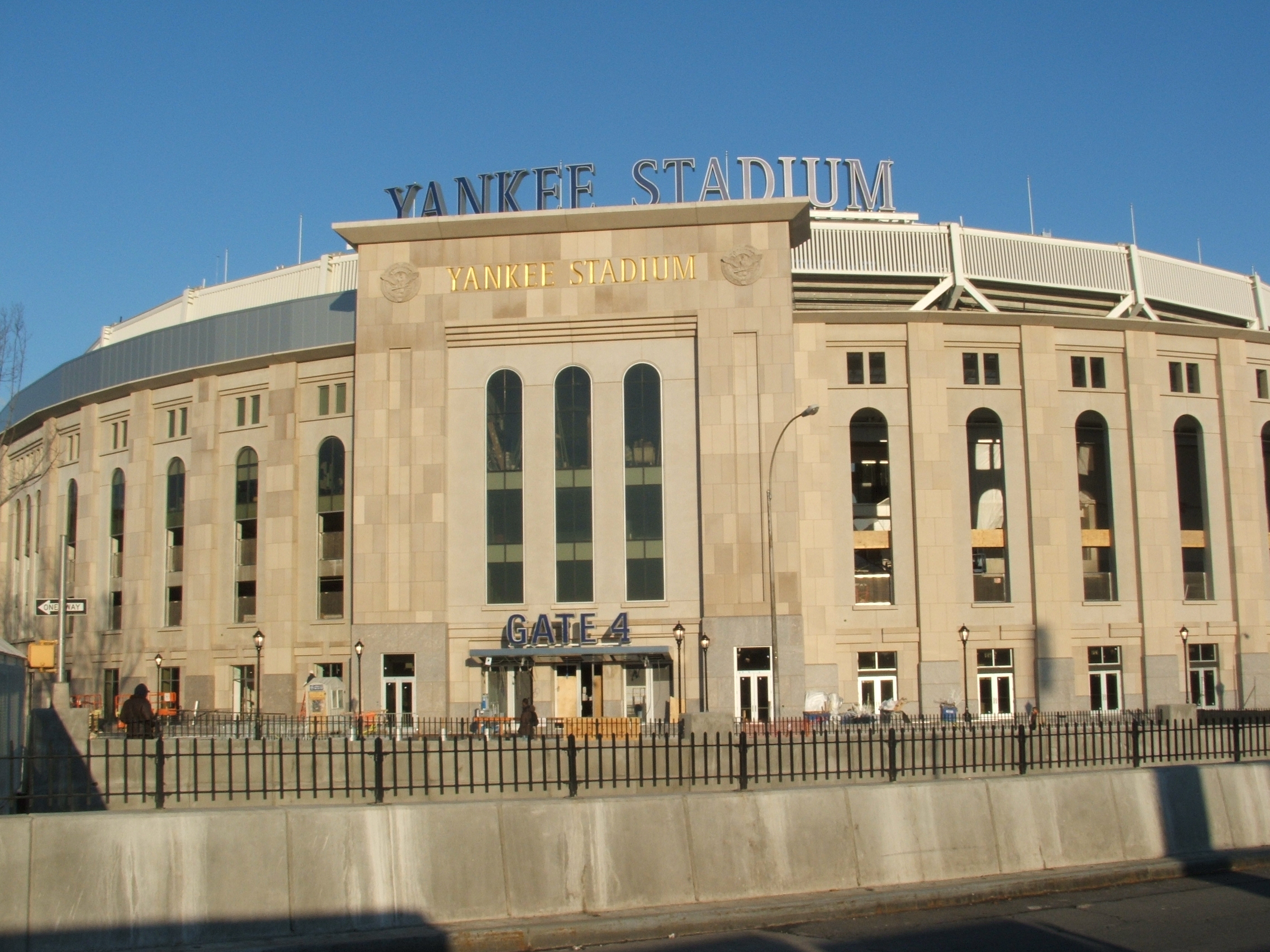
洋基棒球隊主場館
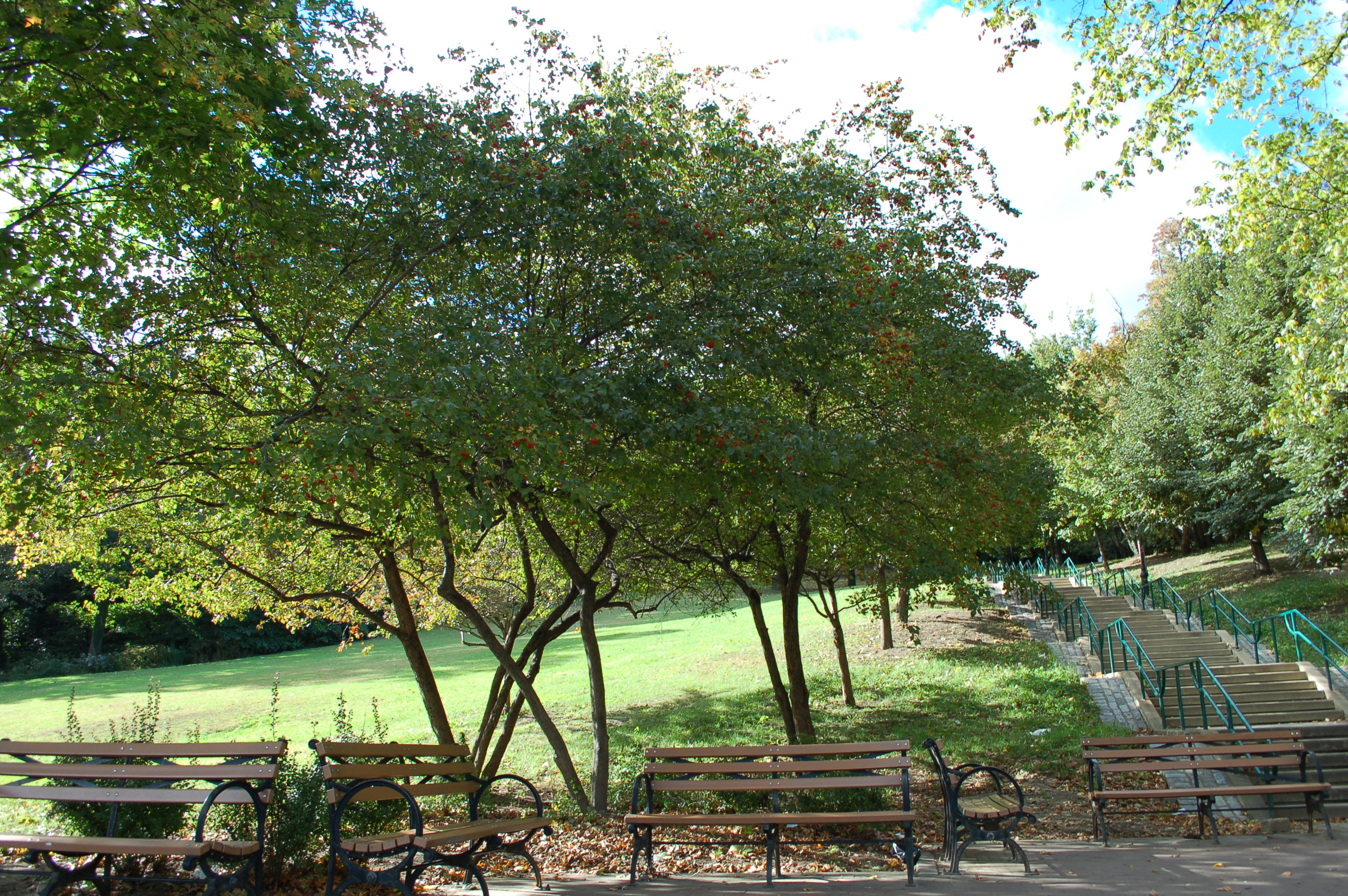
布朗克斯公園一景
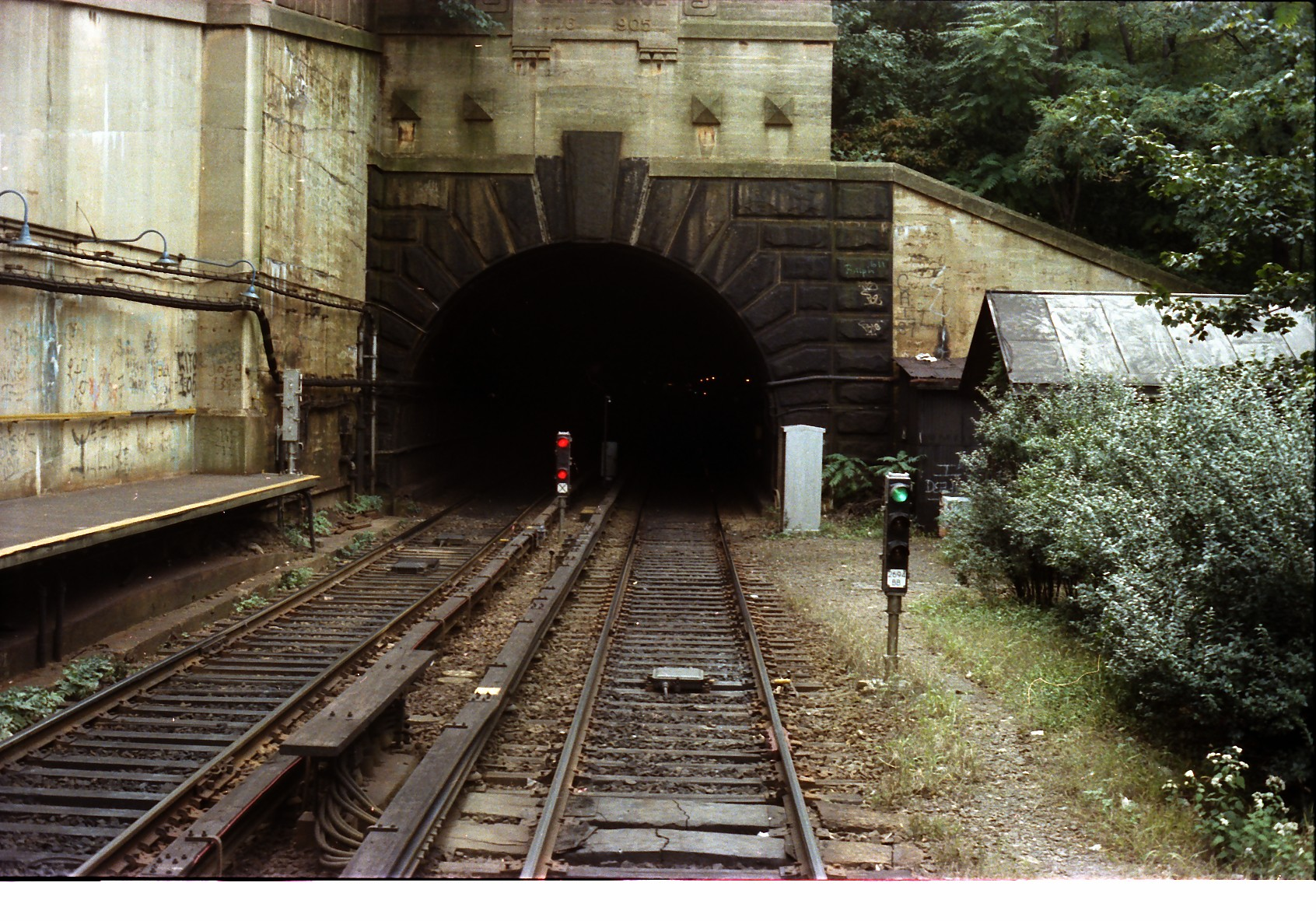
連接布朗克斯至曼哈頓的地鐵隧道

## 外部連結
- 布朗克斯區社區網站